# Il ritorno di Ayesha
Il ritorno di Ayesha o Il ritorno di Lei (in originale Ayesha, the Return of She) è un romanzo fantastico dell'autore inglese Henry Rider Haggard, pubblicato nel 1905 come seguito a La donna eterna. Cronologicamente, costituisce la conclusione dei cicli di Ayesha e di Allan Quatermain. 

## Storia editoriale
Fu pubblicato a puntate sui numeri da 120 (dicembre 1904) a 130 (ottobre 1905) di Windsor Magazine, con illustrazioni di Maurice Greiffenhagen.
Fu ristampato dalla Newcastle Publishing Company come quattordicesimo volume della collana Newcastle Forgotten Fantasy Library nell'ottobre del 1977.
La prima edizione italiana uscì per la Sonzogno nel 1932, con la traduzione di Ugo Roberto Pitta, poi ristampata dallo stesso editore nel 1954 e dal Gruppo Newton nel 1995 in un tascabile economico da edicola. Nel 1995 vide la luce anche una nuova traduzione italiana, intitolata Il ritorno di Lei, pubblicata dalla Sellerio.

## Trama
Nel prologo del libro, l'anonimo curatore riceve un plico, che contiene una lettera di Horace Holly, con un manoscritto allegato che contiene una seconda narrazione sulla Donna Eterna. C'è anche un'altra lettera, da parte del medico di Holly al quale quest'ultimo aveva affidato la lettera e il manoscritto, con un contenitore di legno contenente un antico sistro. Il medico racconta come, assistendo alle ultime ore di Holly, l'aveva trovato alzato dal suo letto di morte per condurlo ad un antico cerchio di pietre erette. Seguendolo, il dottore fu testimone del fatto che Holly ricevette un'apparizione, ma come questa svanì, il malato lanciò un grido di gioia e morì.
Quando il racconto di Holly nel manoscritto comincia, sono passati circa vent'anni dalla sua prima avventura in Africa con Leo Vincey, ma entrambi sono convinti che Ayesha non sia in realtà morta. Seguendo i loro sogni, vagano per anni attraverso l'Asia, giungendo infine in  "Thibet". Trovando rifugio in una remota lamasseria, essi incontrano il vecchio abate Kou-En, che pretende di ricordarsi di un incontro, avvenuto in una vita precedente, con una regina dalla pelle bianca ai tempi di Alessandro Magno. L'abate cerca di dissuaderli dal proseguire e li ammonisce che niente, per quanto sia bello, è immortale, neanche se la regina fosse nata secoli prima nell'antico Egitto o se lo ricordasse da una vita precedente. Egli ritiene che la regina, che sia essa un demone, un angelo caduto o solo un sogno, sia dedita ai piaceri della vita, cosa che la terrà lontana dall'illuminazione e dalla pace interiore.
Nonostante l'avvertimento dell'abate, Leo si sente spinto a perseverare nella ricerca, e Holly non abbandonerebbe mai il suo figlio adottivo. Quando scoppia la primavera, i due si mettono in cammino nella regione inesplorata oltre il monastero; dopo un pericoloso viaggio, arrivano nella città di Kaloon, governata dal malvagio khan Rassen e dalla sua autoritaria moglie, la khania Atene, che rivendicano di discendere da generali di Alessandro Magno. Il popolo di Kaloon vive una tregua precaria col popolo sottomesso alla Hesea, la sacerdotessa di Hes che dimora sulla Montagna, un grande vulcano che domina la regione, al culmine del quale si trova una grande formazione rocciosa naturale della forma di un ankh. Atene dichiara il suo amore per Leo, ma il geloso e dissoluto Rassen (che è impazzito per la stregoneria di Atene e dello zio di lei, il mago Simbri) vuole uccidere i due forestieri.
La rivale di Atene, la misteriosa Hesea, ordina ad Atene di mandare da lei Leo e Holly, minacciando di rompere il trattato di pace. Atene ucciderebbe Leo, piuttosto che lasciarlo andare, ma con l'inatteso aiuto di Rassen essi fuggono dalla città; tuttavia, presto comprendono che Rassen li ha traditi ed è sulle loro tracce con i suoi mostruosi Cani della Morte. Leo e Holly galoppano fino ai piedi del monte, dove sono raggiunti da Rassen, ma dopo una lotta disperata riescono a uccidere il khan e i suoi mastini.
I due inglesi, mentre scalano la montagna, sono intercettati dalla gente di Hes, e sono poi raggiunti da un messaggero dall'aspetto spettrale che li guida nell'ascesa. Dopo il loro arrivo nel vasto complesso di templi e palazzi vicino alla cima, sono condotti alla presenza della velata Hesea, che rivela di essere stata la loro guida.
Secondo l'antica usanza, Atene giunge al tempio sul monte per il funerale di Rassen. L'Hesea ora dichiara di essere Ayesha e che la sua anima si è impossessata, rianimandolo, del corpo senza vita della precedente Hesea, e che Atene è la reincarnazione dell'antica rivale di Ayesha, Amenarta. Facendo inorridire Leo e Holly, Ayesha mostra il suo aspetto, quello di una vecchia rinsecchita, la cui bellezza è sparita. Atene sfida Ayesha, ma Leo dichiara il suo amore per quest'ultima, indipendentemente dal suo aspetto. Con la scelta di Leo, la misteriosa forza vitale che risiede nel vulcano investe Ayesha e l'avviluppa; quando si disperde, le sue precedenti bellezza e maestà sono state restaurate.
Ayesha dichiara che, se Leo l'ama ancora, tornerà con lui alla sua antica dimora in Africa. Là s'immergeranno insieme nella Fiamma della Vita, diverranno immortali e domineranno il mondo insieme. Tuttavia essa rifiuta le smanie di Leo di sposarla subito, dicendo che devono aspettare che la bella stagione, prima che possano mettersi in viaggio.
Aspettando che passi l'inverno, Ayesha scrive le sue memorie (che costituiscono la base per il quarto libro del ciclo, Wisdom's Daughter). Ayesha mostra a Holly e Leo in che modo sia in grado di farsi obbedire da mortali, spiriti e demoni. Lungamente interroga Holly sul mondo moderno e gli espone il suo piano grazie al quale, una volta unita a Leo, domineranno il mondo, facendo crollare le economie degli imperi esistenti grazie al deprezzamento dell'oro prodotto dai suoi metodi alchemici. Ciò sconvolge Holly, perché egli teme che Ayesha possa avere successo.
Leo prega Ayesha di sposarlo senza ulteriori indugi, ma ella è recalcitrante e insiste sul fatto che devono aspettare. Annoiato per la sua reclusione, Leo va a caccia sui monti ma Ayesha, preoccupata per la sua incolumità, usa i suoi poteri psichici per osservarlo e vede che Leo con i suoi uomini è stato attaccato da un leopardo e che è stato ferito. Quando il gruppetto fa ritorno, Ayesha furiosa condanna a morte i compagni di caccia di Leo, ma questi inorridisce per la crudeltà di lei e la convince a risparmiarli.
Poco dopo, Atene manda ad Ayesha un ultimatum, sfidandola a battaglia. Ayesha riunisce le sue forze e si mette in marcia, ma mentre esse sono accampate ai piedi della montagna, Atene utilizza la sua magia per apparire nelle sembianze, attirando Holly e Leo fuori dalla protezione della sua nemica, e Leo viene così catturato.
In preda all'ira, Ayesha dichiara che distruggerà Atene e salverà Leo. Guida i suoi uomini, per quanto di gran lunga inferiori di numero, in battaglia, e quando i due eserciti si scontrano Ayesha dimostra il suo potere sopra gli elementi, facendo scoppiare una terribile tempesta. Ne scaturisce una strage, nella quale Ayesha schiaccia l'esercito di Atene e semina distruzione a Kaloon, mentre la sua armata raggiunge la città senza perdere un sol uomo.
Quando Ayesha e Holly irrompono nella camera dov'è imprigionato Leo, essi scoprono che Atene si è resa conto della sua totale sconfitta e si è avvelenata. Vedono il mago Simbri sul punto per uccidere Leo, ma Ayesha lo paralizza col suo potere, e Leo è liberato incolume. Egli chiede che Ayesha gli si conceda immediatamente, ed essa acconsente al suo desiderio. Si baciano, ma il potere di Ayesha mostra di essere troppo grande per il corpo mortale di Leo, cosicché egli muore tra le braccia di lei. Ayesha allora incarica Simbri di precederla nel regno della Morte e di portare un messaggio agli spiriti dei trapassati, e con queste parole Simbri cade morto stecchito.
Ayesha, stravolta, porta le spoglie di Leo al tempio sulla montagna, dove la fiamma monta dal cratere e consuma i loro corpi. Holly è accompagnato giù dal monte e trova la strada del ritorno alla lamasseria.

## Genesi dell'opera
Haggard dedicò il romanzo al suo amico Andrew Lang. Tra le pubblicazioni di La donna eterna e Il ritorno di Ayesha trascorrono diciotto anni, così come nelle vite dei personaggi.
Nell'introduzione Haggard fa notare che il nome del personaggio Ayesha è lo stesso di una delle mogli di Maometto, e che si dovrebbe pronunciare come  "Assha";  la forma del nome è in arabo  عائشة‎?, ʻĀʼishah, pronunciata /ˈʕaːʔɪʃa/.
Lilias Rider Haggard, figlia dell'autore, nella sua biografia spiegò che Ayesha, Colei cui si deve obbedienza era una bambola nella sua nursery. 
Hes è un nome alternativo per Iside.

## Opere derivate
Assieme agli altri tre romanzi del ciclo di Ayesha, Il ritorno di Ayesha fu adattato nel 1935 nel film She.
Il film del 1968 La donna venuta dal passato (in originale The Vengeance of She) è ispirato molto liberamente a questo romanzo. 
Il film del 2001 She è basato sulla trama de La donna eterna, ma ha un'ambientazione centroasiatica come Il ritorno di Ayesha.

## Edizioni italiane
- H. Rider Haggard, Il ritorno di Ayesha, collana Romantica mondiale, traduzione di Ugo Roberto Pitta, n. 65, Milano, Sonzogno, 1932.
- H. Rider Haggard, Il ritorno di Ayesha, collana Romantica mondiale, traduzione di Ugo Roberto Pitta, n. 91, Milano, Sonzogno, 1954.
- H. Rider Haggard, Il ritorno di Ayesha, collana Il fantastico economico classico, traduzione di Ugo Roberto Pitta, n. 35, Roma, Compagnia del fantastico. Gruppo Newton, 1995, ISBN 88-7983-910-1.
- H. Rider Haggard, Il ritorno di Lei, collana La Memoria, traduzione di Matilde Nubié, n. 343, Palermo, Sellerio, 1995, ISBN 8838911703.